# Il sapore della saggezza
Il sapore della saggezza (The Getting of Wisdom) è un film drammatico del 1977 diretto da Bruce Beresford, basato sul romanzo omonimo pubblicato nel 1910 dalla scrittrice australiana Henry Handel Richardson.
Nel 1978 è stato presentato al 31º Festival di Cannes nella Quinzaine des Réalisateurs. È uno dei cinquanta film australiani selezionati da parte del Kodak/Atlab Cinema Collection Restoration Project per la preservazione nel National Film and Sound Archive.

## Trama
Laura è una ragazza australiana che arriva a Melbourne per iscriversi ad una scuola femminile, ritrovandosi ben presto attaccata dalle ricche compagne e dagli insegnanti a causa del suo aspetto tutt'altro che attraente, la sua ingenuità, il suo spirito brillante e il grande talento musicale. Per farsi accettare, Laura racconta alle compagne che ha una relazione con un giovane pastore protestante, arrivando quasi a credere lei stessa alla sua fantasia. La bugia viene scoperta e Laura viene umiliata in pubblico, fino a quando la bella compagna Evelyn si lascia prendere da compassione. Sarà l'inizio della storia d'amore tanto attesa.

## Produzione
Nel 1972, dopo aver diretto The Adventures of Barry McKenzie Bruce Beresford iniziò a pensare ad un adattamento del romanzo The Getting of Wisdom e per i finanziamenti cercò di coinvolgere il magnate australiano Reg Grundy. Inizialmente Grundy si mostrò d'accordo, alla condizione che il regista avesse girato un sequel del film con il personaggio creato da Barry Humphries. Beresford diresse così Barry McKenzie Holds His Own e nel 1974 acquistò i diritti del romanzo, ma nel frattempo Grundy cambiò idea.
Il progetto si fermò e venne ripreso solo nel 1976, risultando la prima produzione della neonata Victorian Film Corporation che fornì 100.000 dollari, con un finanziamento aggiuntivo da parte dell'Australian Film Commission e della Nine Network. Il film venne girato tra gennaio e marzo 1977 nel Methodist Ladies' College di Melbourne e nella città di Eddington.

## Distribuzione
Il film è stato distribuito nelle sale cinematografiche australiane a partire dal 25 agosto 1977. Il 20 settembre 1978 è stato presentato al Toronto Film Festival e il 16 maggio 1981 è stato proiettato durante l'Australian Film Week di Varsavia.

### Date di uscita
- Australia (The Getting of Wisdom) - 25 agosto 1977
- Danimarca (Ingen roser uden torne) - 23 febbraio 1979
- Svezia - 26 maggio 1979
- Finlandia (Villikko viisastuu) - 21 dicembre 1979
- USA (The Getting of Wisdom) - 3 agosto 1980

## Critica
Luke Buckmaster di The Guardian ha apprezzato il lavoro di Beresford («la storia è ben raccontata, con molta attenzione ai dettagli e un'implicita comprensione dei ritmi necessari per creare un dramma interessante») e la fotografia di Donald McAlpine, definendo il film "tecnicamente innovativo". In particolare Buckmaster ha sottolineato la prova della protagonista Susannah Fowle, al suo esordio sullo schermo, che conferisce al personaggio di Laura «un equilibrio magnetico di sfacciataggine giovanile e calcolo da adulti... Perché quello della Fowle non sia diventato un nome familiare è un mistero, ma lei sarà ricordata per sempre per Getting of Wisdom, in un ruolo che rappresenta un punto di riferimento per le performance adolescenziali nel cinema australiano».
Anche Stephen Groenewegen di EFilmCritic ha giudicato positivamente la regia e la fotografia, pur sottolineando come il film soffra il confronto con due precedenti pellicole australiane con una ambientazione simile, Picnic ad Hanging Rock di Peter Weir del 1975 e Il cortile del diavolo di Fred Schepisi del 1976.

## Riconoscimenti
- 1978 - Australian Film Institute Awards
  - Migliore sceneggiatura non originale a Eleanor Witcombe
  - Nomination Miglior attrice non protagonista a Patricia Kennedy
  - Nomination Miglior sonoro a Desmond Bone Gary Wilkins, William M. Anderson e Peter Fenton
  - Nomination Miglior scenografia a John Stoddart e Richard D. Kent
  - Nomination Migliori costumi a Anna Senior